# Viktor Iljič Aleksanderjuk
Viktor Iljič Aleksanderjuk, (rusko Александрюк Виктор Ильич) sovjetski vojaški pilot in letalski as, * 30. september 1922, † 11. september 1991.
Aleksanderjuk je v svoji vojaški karieri dosegel 15 samostojnih in 4 skupne zračne zmage.

## Življenjepis
Med drugo svetovno vojno je bil pripadnik 171., 19., 176. in 9. gardnega lovskega letalskega polka.
Opravil je 252 bojnih poletov in bil udeležen v 69 zračnih bojih; letal je z La-5 in La-7.

## Odlikovanja
- heroj Sovjetske zveze